# 徐光啟紀念館

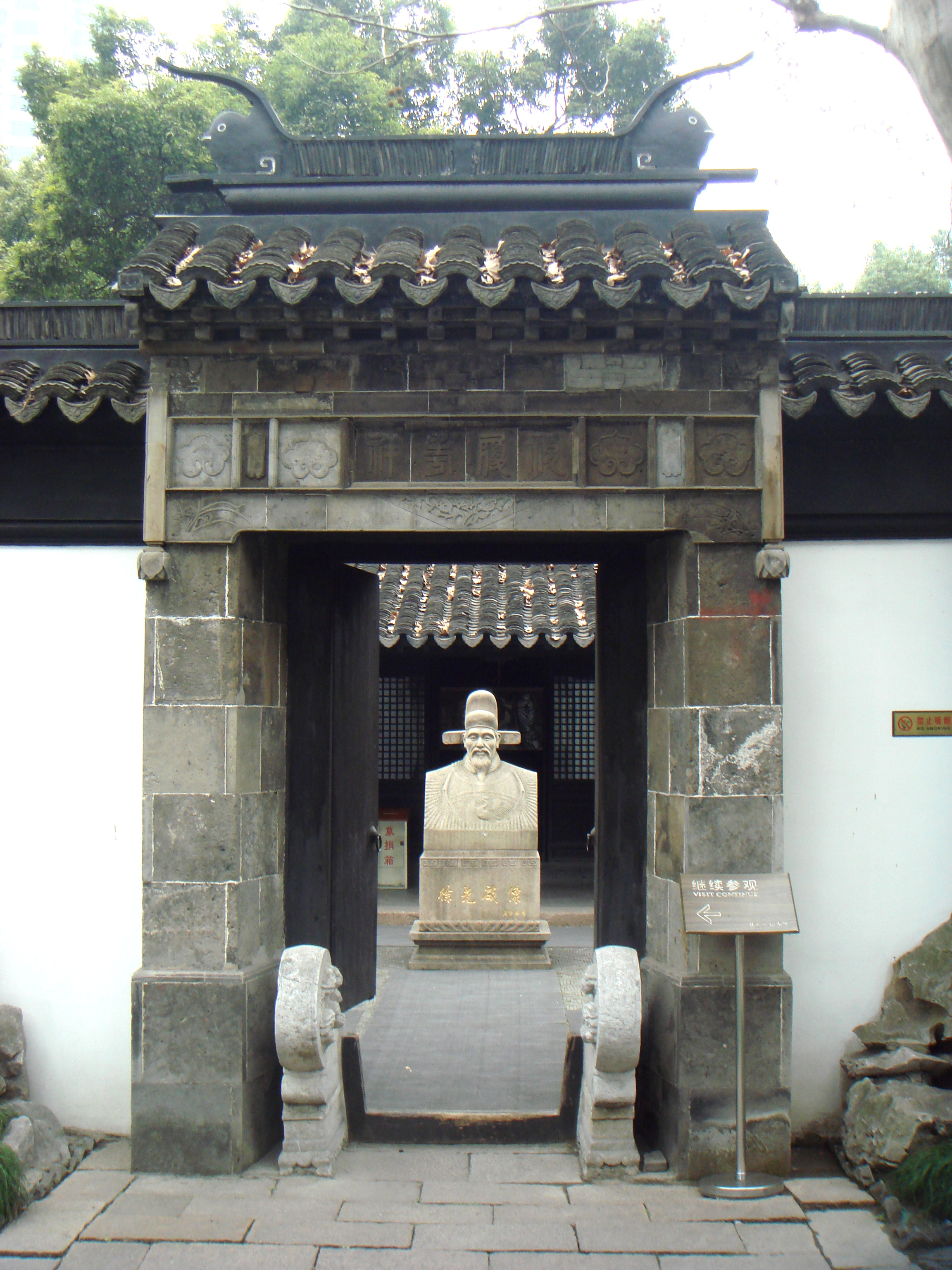
徐光启纪念馆

徐光启纪念馆 （英語：Xu Guangqi Memorial Hall）位于中華人民共和国上海市徐汇区光启公园內，是為紀念明朝学者徐光启而開設的纪念馆和博物馆。

## 历史
2005年1月正式開館，佔地面積502平方米，紀念館內由照壁、碑廊、厢房、厅堂等部分组成，主要介紹徐光启的生平、《农政全书》与《几何原本》、《崇祯历书》与《徐氏庖言》及徐光启与上海4个部分。 

## 画廊

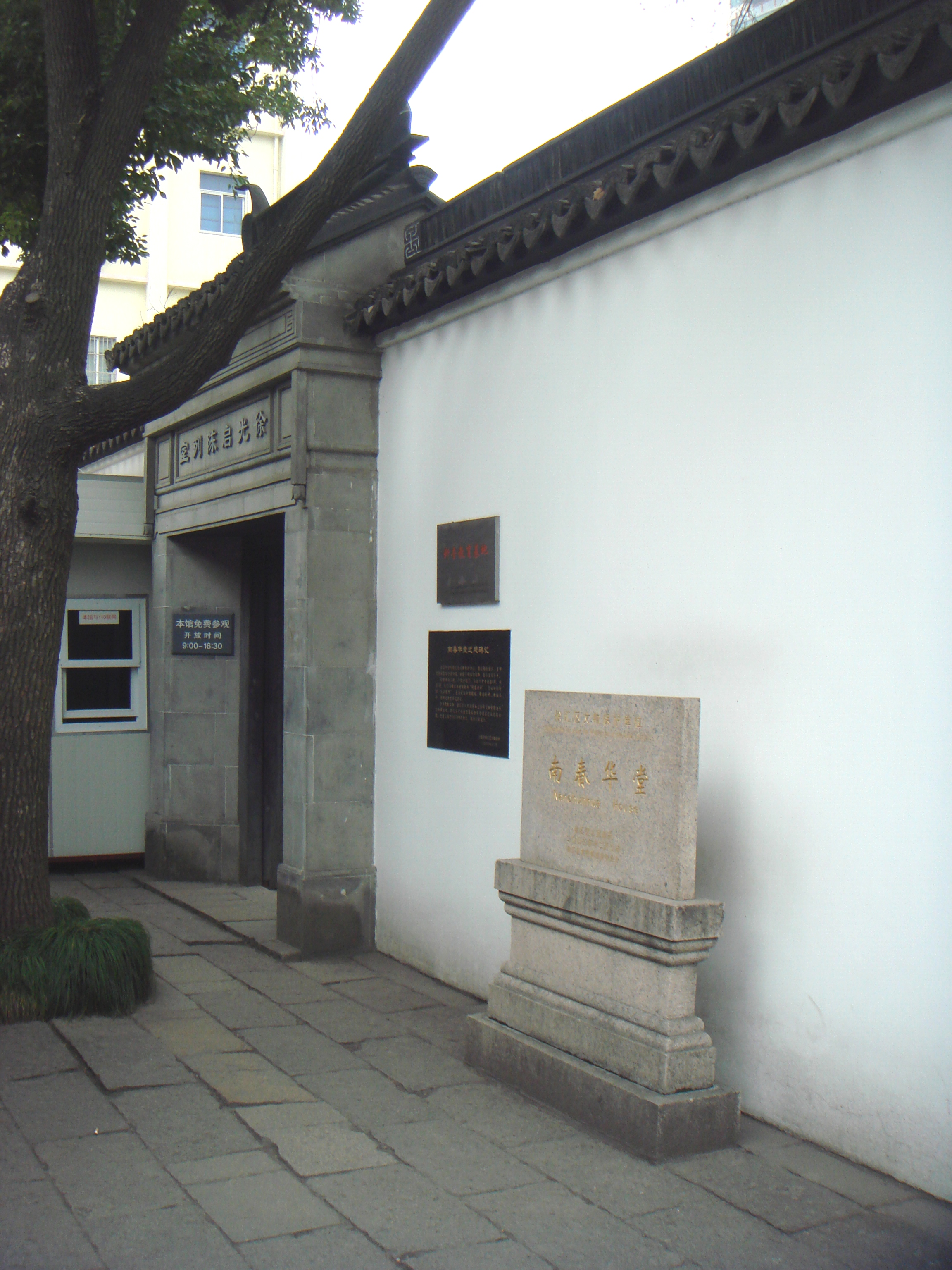
徐光启纪念馆入口
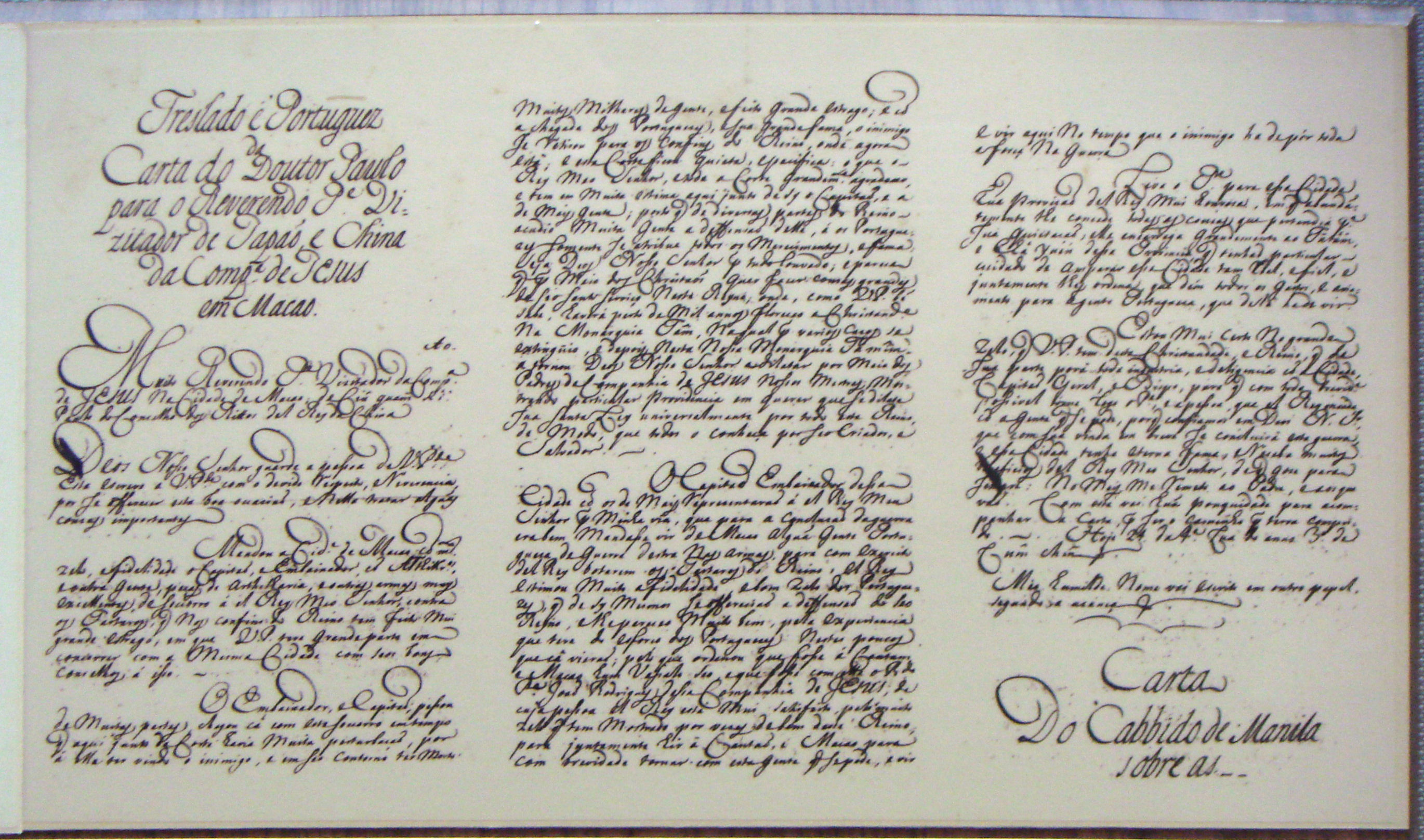
徐光啟给葡萄牙国王的信，內容為葡萄牙语
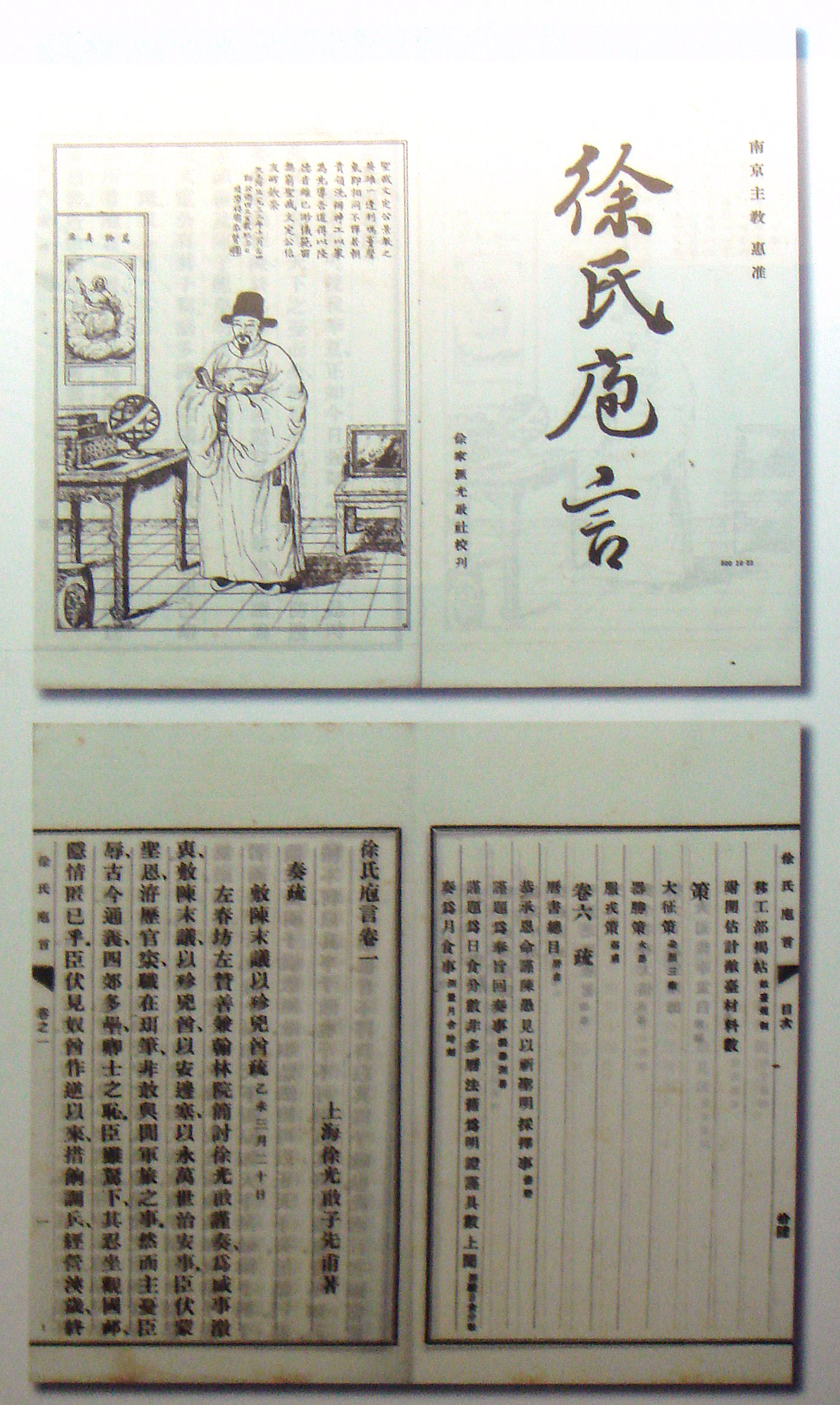
《徐氏庖言》

## 交通
- 上海轨道交通1号线、9号线、11号线徐家汇站